# Пичас (станція)
Пича́с (рос. Пычас) — залізнична станція на залізниці Казань-Агриз Горьківської залізниці в Росії. Розташована безпосередньо на території села Пичас Можгинського району Удмуртії.
На залізничній станції здійснюється прийом та видача повагонних відправок вантажів, що допускаються до зберігання на відкритих майданчиках станції; прийом та видача вантажів повагонними та дрібними відправками, завантаження цілих вагонів лише на під'їзних шляхах та місцях незагального користування.

## Маршрути[2]
- Поїзд 330 Казань-Перм
- Поїзд 33ОЕ Казань-Кіров[3]
- Поїзд 373 Баку-Тюмень
- Поїзд 907 Новосибірськ-Москва
- Поїзд 937 Красноярськ-Москва
- Електричка 6372 Іжевськ-Кізнер[4]
- Електричка 6376 Іжевськ-В'ятські Поляни
- Електричка 6926 Казань-Іжевськ